# Володимир Стожек
Володимир Стожек (пол. Włodzimierz Stożek; народився 23 липня 1883 року у Великих Мостах, помер 3/4 липня 1941 р. у Львові) — польський математик, один із представників Львівської математичної школи.
У 1901 році закінчив середню школу в Кракові, в 1907 році вивчив математику в Ягеллонському університеті, після чого був викладачем у гімназіях Нового Таргу та Кракова. У 1909 році закінчив додаткове навчання в Геттінгені. Після повернення з Геттінгена був викладачем в Гімназії св. Яцека в Кракові та асистентом проф. Жоравського в Ягеллонському університеті. Під час Першої світової війни він служив в австрійській армії. У 1921 р. Здобув ступінь доктора і став завідувачем кафедри математики факультету цивільного та водного інженерії Львівської політехніки. Він займався теорією логарифмічного та ньютонівського потенціалу. Під час радянської окупації Львова 1939—1941 рр. Продовжував наукову діяльність доцентом. Убитий німцями в ніч з 3 на 4 липня 1941 року на Вулецьких пагорбах у групі польських професорів зі Львові з двома його синами: 29-річний Євстахієм, інженером, асистентом кафедри електротехнічних вимірювань у Політехніці та 24-річним Емануїлом, випускником хімічного факультету Львівська політехніка. Наймолодшого сина професора, 18-річного Тадеуша та дочку — Кристину, не забрали з батьком та братами, завдяки чому вони вижили.